# Saint-Blimont
Saint-Blimont és un municipi francès situat al departament del Somme i a la regió dels Alts de França. L'any 2007 tenia 947 habitants.

## Demografia

### Població

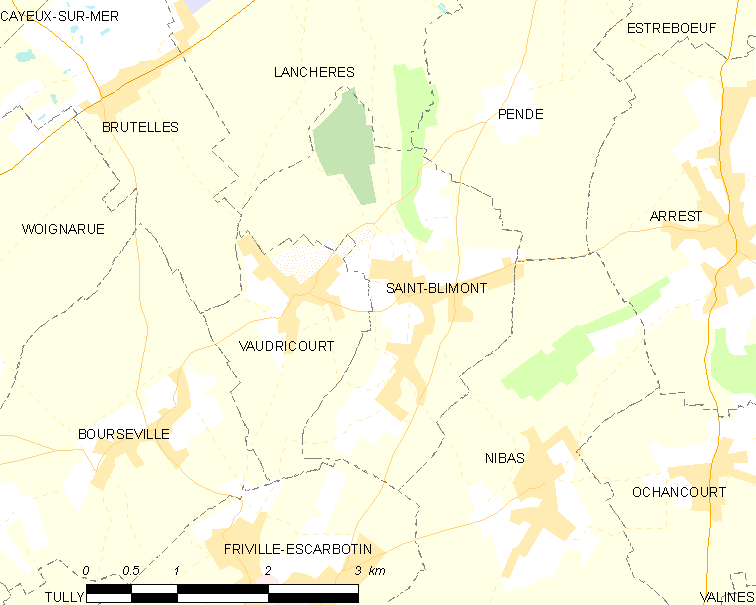

El 2007 la població de fet de Saint-Blimont era de 947 persones. Hi havia 372 famílies de les quals 80 eren unipersonals (36 homes vivint sols i 44 dones vivint soles), 152 parelles sense fills, 128 parelles amb fills i 12 famílies monoparentals amb fills.
La població ha evolucionat segons el següent gràfic:
Habitants censats

### Habitatges
El 2007 hi havia 429 habitatges, 383 eren l'habitatge principal de la família, 28 eren segones residències i 18 estaven desocupats. 422 eren cases i 3 eren apartaments. Dels 383 habitatges principals, 319 estaven ocupats pels seus propietaris, 53 estaven llogats i ocupats pels llogaters i 11 estaven cedits a títol gratuït; 1 tenia una cambra, 18 en tenien dues, 79 en tenien tres, 104 en tenien quatre i 181 en tenien cinc o més. 276 habitatges disposaven pel capbaix d'una plaça de pàrquing. A 173 habitatges hi havia un automòbil i a 162 n'hi havia dos o més.

### Piràmide de població
La piràmide de població per edats i sexe el 2009 era:
| Homes | Edats   | Dones |
| ----- | ------- | ----- |
| 0     | 95 o +  | 0     |
| 0     | 90 a 94 | 4     |
| 0     | 85 a 89 | 8     |
| 0     | 80 a 84 | 4     |
| 16    | 75 a 79 | 16    |
| 20    | 70 a 74 | 40    |
| 40    | 65 a 69 | 16    |
| 32    | 60 a 64 | 28    |
| 20    | 55 a 59 | 28    |
| 36    | 50 a 54 | 28    |
| 24    | 45 a 49 | 36    |
| 48    | 40 a 44 | 44    |
| 24    | 35 a 39 | 28    |
| 36    | 30 a 34 | 36    |
| 40    | 25 a 29 | 36    |
| 36    | 20 a 24 | 24    |
| 32    | 15 a 19 | 28    |
| 24    | 10 a 14 | 32    |
| 28    | 5 a 9   | 24    |
| 20    | 0 a 4   | 24    |

## Economia

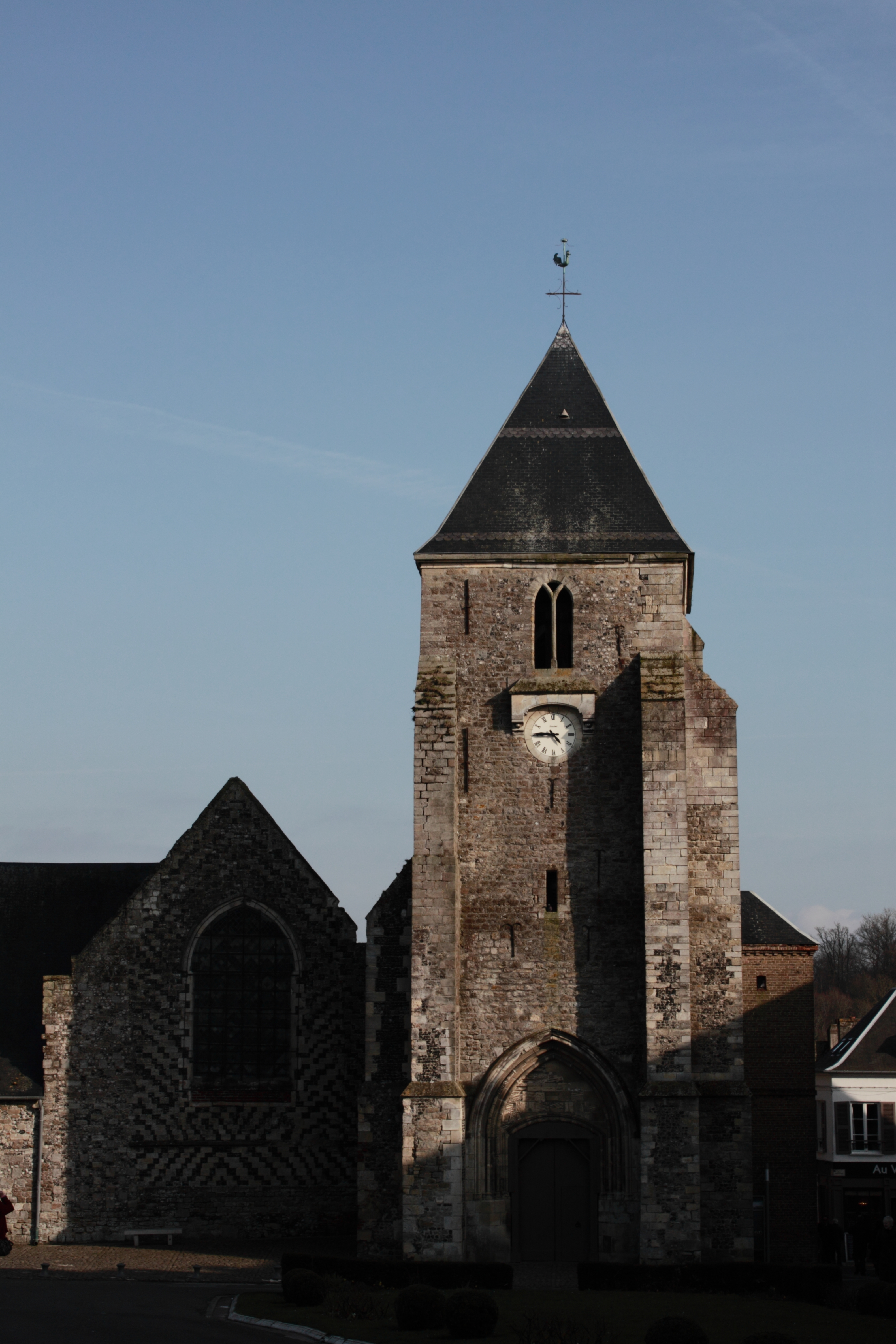

El 2007 la població en edat de treballar era de 607 persones, 432 eren actives i 175 eren inactives. De les 432 persones actives 371 estaven ocupades (206 homes i 165 dones) i 61 estaven aturades (26 homes i 35 dones). De les 175 persones inactives 79 estaven jubilades, 47 estaven estudiant i 49 estaven classificades com a «altres inactius».

### Ingressos
El 2009 a Saint-Blimont hi havia 386 unitats fiscals que integraven 947 persones, la mediana anual d'ingressos fiscals per persona era de 17.323 €.

### Activitats econòmiques
Dels 15 establiments que hi havia el 2007, 6 eren d'empreses de fabricació d'altres productes industrials, 2 d'empreses de construcció, 2 d'empreses de comerç i reparació d'automòbils, 1 d'una empresa de transport, 1 d'una empresa d'hostatgeria i restauració, 1 d'una empresa immobiliària i 2 d'empreses de serveis.
Dels 5 establiments de servei als particulars que hi havia el 2009, 1 era una oficina de correu, 2 tallers de reparació d'automòbils i de material agrícola, 1 paleta i 1 lampisteria.
L'any 2000 a Saint-Blimont hi havia 19 explotacions agrícoles que ocupaven un total de 729 hectàrees.

## Equipaments sanitaris i escolars
El 2009 hi havia una escola elemental.

## Poblacions més properes
El següent diagrama mostra les poblacions més properes.